# Okeford Fitzpaine
Okeford Fitzpaine – wieś w Anglii, w hrabstwie Dorset. Leży 25 km na północny wschód od miasta Dorchester i 165 km na południowy zachód od Londynu.